# Stenetrium diazi
Stenetrium diazi är en kräftdjursart som beskrevs av Barnard. Stenetrium diazi ingår i släktet Stenetrium och familjen Stenetriidae. Inga underarter finns listade i Catalogue of Life.